# フランソワ・ジョゼフ (ギーズ公)
フランソワ・ジョゼフ・ド・ロレーヌ＝ギーズ（François Joseph de Lorraine-Guise、duc de Guise、1670年8月28日 - 1675年3月16日）は、フランスの貴族。ギーズ公、ジョワイユーズ公。

## 生涯
ギーズ公ルイ・ジョゼフとその妻でオルレアン公ガストンの娘であるエリザベート・マルグリット・ドルレアンの間の一人息子として、オテル・ド・ギーズ（現在のオテル・ド・スービーズ）で生まれた。1671年にギーズ公爵家の家督を継いだものの、ヴェルサイユ宮廷における儀礼称号としては、母方から受け継いだアランソン公の称号で呼ばれた。
フランソワ・ジョゼフはきわめて病弱で、4歳になっても周りの支えが無ければ歩行が出来なかった。1675年の春、居城のリュクサンブール宮殿において、抱きかかえていた乳母が誤って彼を落としてしまい、頭部を強く打って死亡した。ギーズ公爵位は未婚の大伯母マリー（ギーズ姫）が相続したものの、彼の死によってギーズ家本家は事実上断絶した。